# サンフランシスコ・シールズ
サンフランシスコ・シールズ（San Francisco Seals）は、1903年から1957年までアメリカ合衆国に存在していたプロ野球チームである。メジャーリーグベースボール傘下のAAA（トリプルエー）・パシフィックコーストリーグに所属していた。
1949年には戦後初の日米野球を行うため訪日した。そのため、MLB球団ではないにもかかわらず、日本での知名度は高かった。

## 概要
シールズは1903年にパシフィック・コーストリーグが結成された時の創設メンバーでもあり、以降同リーグでは上位争いの常連であった。基本的にはどこのメジャー球団にも属さないチームだったが、オーナーとの関係からニューヨーク・ジャイアンツ（1936年と1945年）、ブルックリン・ドジャース（1942年）、ニューヨーク・ヤンキース（1951年）、ボストン・レッドソックス（1956年から1957年）の傘下に属していた時期もあった。
本拠地球場は、サンフランシスコの「レクリエーション・パーク」（1903年 - 1913年、1915年 - 1930年）と「ユーイング・フィールド」（1914年）を経て、1931年に「シールズ・スタジアム」が完成し、以降ここをホームグラウンドとした。
1935年から1951年まで「レフティ」の愛称で親しまれたフランク・オドールが監督を務め、就任初年度の1935年にはアメリカに遠征して来た大日本東京野球倶楽部（後の読売ジャイアンツ）と親善試合を行っている。
1949年に訪日し、日本のプロ野球チームに全勝して日本プロ野球とのレベルの差を見せつけた（詳細は後述）。
1958年、ニューヨーク・ジャイアンツがサンフランシスコに移転することが決まり、シールズは同球団傘下のAAAチームとしてアリゾナ州フェニックスに移転、「フェニックス・ジャイアンツ」を名乗った。なお、本拠地のシールズ・スタジアムはジャイアンツの本拠地として2年間使用され、その後新設されたキャンドルスティック・パークに移転した。フェニックス・ジャイアンツはその後一時期ワシントン州タコマに移転した後再びフェニックスに戻り、1998年のアリゾナ・ダイヤモンドバックス創設以降はカリフォルニア州フレズノに移り、フレズノ・グリズリーズとなっている。
「シールズ」の名前はなくなったが、現在でもジャイアンツのマスコットは「ルー・シール（Lou Seal）」という名のアザラシである。
1930年代から1950年代のヤンキース第2期黄金期を支えたジョー・ディマジオや1930年代に活躍したインディアンスのアール・アベリル（1934年に全米選抜チームの一員としてベーブ・ルースらと共に訪日）、パイレーツなどで活躍した通算3152安打のポール・ウェイナー、ディマジオと共にヤンキース黄金期に活躍したフランキー・クロセッティ、ディマジオの弟・ドム・ディマジオなどはプロ野球選手としてのキャリアをシールズからスタートさせている。

## 歴代本拠地
- レクリエーション・パーク（1903年 - 1913年、1915年 - 1930年）
- ユーイング・フィールド（1914年）
- シールズ・スタジアム（1931年 - 1957年）

## レベル
- A（1903年 - 1907年）
- Double-A（1908年 - 1945年）
- Triple-A（1946年 - 1951年）
- Open（1952年 - 1957年）

## 所属メジャーリーグ
- ニューヨーク・ジャイアンツ（1936年、1945年）
- ブルックリン・ドジャース（1942年）
- ニューヨーク・ヤンキース（1951年）
- ボストン・レッドソックス（1956年、1957年）

シールズ55年間の歴史の中でメジャー球団の傘下に所属していたのは上記の6シーズンのみ

## リーグ優勝
- パシフィック・コーストリーグ：優勝14回

1909年・1915年・1917年・1922年・1923年・1925年・1928年・1931年・1935年・1943年・1944年・1945年・1946年・1957年

## 主な在籍者
- ジョー・ディマジオ（1932年から1935年に在籍。1930年代から1950年代のヤンキース黄金期を代表する殿堂入り外野手）
- ドッツ・ミラー（1922年に監督を務めてシールズを優勝に導き、翌年のシーズン中に死去した元MLB内野手）
- アーキー・ヴォーン（当初は1949年の訪日メンバーに名前が挙がっていたが引退したため訪日せず。死後に殿堂入り）
- ポール・ウェイナー（1923年から1925年まで在籍。1927年のナショナルリーグMVP。通算3152安打の殿堂入り外野手）
- アール・アベリル（1926年から1928年まで在籍。1930年代にインディアンスなどで活躍した殿堂入り外野手）
- フランキー・クロセッティ（1928年から1931年に在籍。ヤンキース第2期黄金期に活躍した内野手）
- ビンス・ディマジオ（ジョー・ディマジオの兄で1932年、1933年、1946年に在籍。パイレーツなどで活躍した外野手）
- ドム・ディマジオ（ジョー・ディマジオの弟で1937年から1939年に在籍。レッドソックスの外野手）
- ジーン・ウッドリング（1948年に在籍。1950年代にヤンキースのワールドシリーズ5連覇に貢献した外野手）
- レフティ・オドール（選手の他に監督としても在籍。「大日本東京野球倶楽部」にジャイアンツと命名、1949年の日本遠征に監督として来日）
- マーティ・キーオ（1956年と1957年に在籍。メジャーに11年在籍後、1968年に南海でプレー。マット・キーオの父）
- ケン・アスプロモンテ（1956年と1957年に在籍。メジャーに7年在籍後、1964年から3年間、中日と大洋でプレー）

## 日本遠征

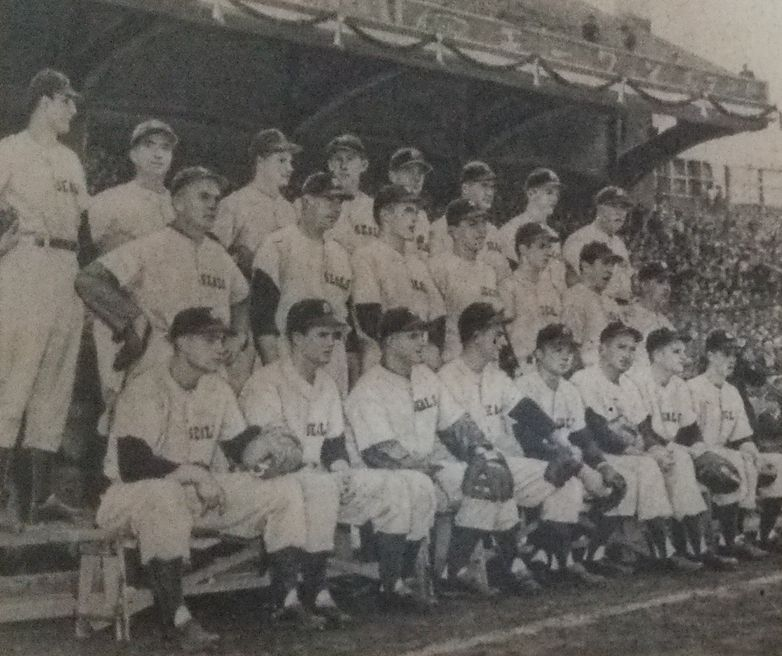
日本遠征時のシールズ

1949年10月12日、シールズはGHQ最高司令官のマッカーサーの招聘により、進駐軍慰問を兼ねた戦後初の日米野球親善試合を行うため訪日した。アメリカのプロ野球チームが訪日するのは15年ぶりのことであり、シールズは大リーグの下部組織球団ではあったが、待遇はVIP並みの扱いであった。訪日の際は羽田飛行場に当時のGHQ経済科学局長だったウィリアム・マーカットや田中絹代ら女優約30名が一行27名（選手20名と監督・コーチ・球団幹部など7名）を出迎え、歓迎パーティーはマッカーサー自らが主催するなど破格の扱いであった。
一行は東京、大阪でそれぞれパレードを行い、さらに東京・芝公園で行われた大歓迎会では2万人もの観衆が詰めかけ、当時の芸能スターも多数参加するなど日本国中挙げての歓迎ムードに包まれた。
試合は東京、関西、名古屋の各地で行われ、シールズは読売ジャイアンツを始めとする日本のプロ野球チームに全勝して日米間のプロ野球のレベルの違いを改めて見せ付ける結果に終わった。
なお、シールズとの交流は以後も続き、1950年には日本シリーズ（この年の名称は「日本ワールドシリーズ」）の観戦、及び第1戦始球式参加のためにオドールが訪日、さらに翌1951年にはオドールの招きで川上哲治、藤村富美男、小鶴誠、杉下茂がカリフォルニア州モデストで行われたシールズの春季キャンプに参加している。

### 試合結果
色付きは在留アメリカ軍チームとの試合
| 試合                   | 試合日          |            | スコア              | 対戦チーム           | 球場                 | 投手勝敗                            |
| ---------------------- | --------------- | ---------- | ------------------- | -------------------- | -------------------- | ----------------------------------- |
| 第1戦                  | 1949年 10月15日 | シールズ ○ | 13 - 4              | ● 巨人（プロ野球）   | 後楽園球場           | （勝）デンプシー （敗）川崎徳次     |
| エキシビジョン ゲーム1 | 10月16日        | シールズ ○ | 12 - 0              | ● 極東空軍選抜       | 神宮球場             | （勝）リーン （敗）プライス         |
| 第2戦                  | 10月17日        | シールズ ○ | 4 - 0               | ● 全東軍（プロ野球） | 神宮球場（ナイター） | （勝）キャンディーニ （敗）中尾碩志 |
| エキシビジョン ゲーム2 | 10月19日        | シールズ ○ | 9 - 2               | ● 米陸海合同軍       | 神宮球場（ナイター） | （勝）ドリリング （敗）ルウ         |
| 第3戦                  | 10月21日        | シールズ ○ | 3 - 1               | ● 全西軍（プロ野球） | 西宮球場             | （勝）ワール （敗）武末悉昌         |
| エキシビジョン ゲーム3 | 10月22日        | シールズ ○ | 16 - 0              | ● 米陸海合同軍       | 甲子園球場           | （勝）マクドナルド （敗）アイソム   |
| 第4戦                  | 10月23日        | シールズ ○ | 2 - 1               | ● 全日本（プロ野球） | 甲子園球場           | （勝）メルトン （敗）藤本英雄       |
| エキシビジョン ゲーム4 | 10月26日        | シールズ ● | 2 - 4x （延長11回） | ○ 極東空軍選抜       | 中日球場             | （勝）プライス （敗）リーン         |
| 第5戦                  | 10月27日        | シールズ ○ | 13 - 4              | ● 全日本（プロ野球） | 中日球場             | （勝）ワール （敗）別所毅彦         |
| 第6戦                  | 10月29日        | シールズ ○ | 1 - 0               | ● 全日本（プロ野球） | 神宮球場             | （勝）キャンディーニ （敗）武末悉昌 |
| エキシビジョン ゲーム5 | 10月30日        | シールズ ○ | 4 - 2 （延長13回）  | ● 全六大学選抜       | 後楽園球場           | （勝）リーン （敗）関根潤三         |

### 試合スコア（対日本チーム7試合）

#### 第1戦（1949年10月15日）
○シールズ 13－4 巨人●（後楽園球場）
|          | 1 | 2 | 3 | 4 | 5 | 6 | 7 | 8 | 9 | R  | H  | E |
| -------- | - | - | - | - | - | - | - | - | - | -- | -- | - |
| シールズ | 5 | 2 | 1 | 1 | 0 | 2 | 2 | 0 | 0 | 13 | 21 | 2 |
| 巨人     | 1 | 0 | 0 | 2 | 1 | 0 | 0 | 0 | 0 | 4  | 8  | 2 |

1. （巨人0勝1敗）
2. 勝利：デンプシー（1勝）
3. 敗戦：川崎徳次（1敗）
4. 本塁打
シールズ：ウェストレイク1号（3回1点・別所）
5. 審判
［球審］島秀之助
［塁審］フィオレシ（1B）・西垣徳雄（2B）・津田四郎（3B）
［外審］国友正一（LL）・円城寺満（RL）
6. 開始：14時05分　入場者：45,000人　時間：2時間32分

- オーダー

| シールズ | シールズ | シールズ         |
| 打順     | 守備     | 選手             |
| -------- | -------- | ---------------- |
| 1        | （中）   | トービン         |
| 2        | （左）   | ホールダー       |
| 3        | （遊）   | ブリスキー       |
| 4        | （右）   | スタインハウアー |
| 5        | （三）   | ショフナー       |
| 6        | （二）   | ロディジャーニ   |
|          | 打       | オドール         |
|          | 二       | モーラン         |
| 7        | （一）   | ウェストレイク   |
| 8        | （捕）   | ジャービス       |
| 9        | （投）   | デンプシー       |
|          | 打       | オーティグ       |
|          | 投       | ワール           |

| 巨人（監督：三原脩） | 巨人（監督：三原脩） | 巨人（監督：三原脩） |
| 打順                 | 守備                 | 選手                 |
| -------------------- | -------------------- | -------------------- |
| 1                    | （二）               | 千葉茂               |
| 2                    | （遊）               | 白石敏男             |
| 3                    | （中）               | 青田昇               |
| 4                    | （一）               | 川上哲治             |
| 5                    | （左）               | 平山菊二             |
| 6                    | （右）               | 萩原寛               |
|                      | 打                   | 山川喜作             |
|                      | 右                   | 小松原博喜           |
| 7                    | （三）               | 手塚明治             |
| 8                    | （捕）               | 藤原鉄之助           |
|                      | 打                   | 中島治康             |
|                      | 捕                   | 武宮敏明             |
| 9                    | （投）               | 川崎徳次             |
|                      | 投                   | 別所毅彦             |
|                      | 投                   | 藤本英雄             |

- 投手
  - シールズ：○デンプシー（4回）- ワール（5回）
  - 巨人：●川崎（1/3回）- 別所（5回1/3）- 藤本（3回1/3）

#### 第2戦（1949年10月17日）
○シールズ 4－0 全東軍●（神宮球場）
|          | 1 | 2 | 3 | 4 | 5 | 6 | 7 | 8 | 9 | R | H | E |
| -------- | - | - | - | - | - | - | - | - | - | - | - | - |
| シールズ | 0 | 0 | 0 | 0 | 0 | 0 | 2 | 2 | 0 | 4 | 9 | 2 |
| 全東軍   | 0 | 0 | 0 | 0 | 0 | 0 | 0 | 0 | 0 | 0 | 2 | 3 |

1. （全東軍0勝1敗）
2. 勝利：キャンディーニ（1勝）
3. 敗戦：中尾碩志（1敗）
4. 審判
［球審］フィオレシ
［塁審］横沢三郎（1B）・二出川延明（2B）・国友正一（3B）
［外審］筒井修（LL）・西垣徳雄（RL）
5. 開始：19時27分　入場者：50,000人　時間：2時間10分

- オーダー

| シールズ | シールズ | シールズ         |
| 打順     | 守備     | 選手             |
| -------- | -------- | ---------------- |
| 1        | （中）   | トービン         |
| 2        | （左）   | ホールダー       |
| 3        | （二）   | ロディジャーニ   |
| 4        | （右）   | スタインハウアー |
|          | 右       | チェソ           |
| 5        | （三）   | ショフナー       |
| 6        | （一）   | ウェストレイク   |
| 7        | （捕）   | ブロッカー       |
| 8        | （遊）   | ラジェスキー     |
| 9        | （投）   | メルトン         |
|          | 投       | キャンディーニ   |

| 全東軍（監督：三原脩） | 全東軍（監督：三原脩） | 全東軍（監督：三原脩） |
| 打順                   | 守備                   | 選手                   |
| ---------------------- | ---------------------- | ---------------------- |
| 1                      | （二）                 | 千葉茂（巨人）         |
| 2                      | （右）                 | 青田昇（巨人）         |
|                        | 投                     | 服部受弘（中日）       |
| 3                      | （一）                 | 西沢道夫（中日）       |
|                        | 遊                     | 白石敏男（巨人）       |
| 4                      | （左）                 | 小鶴誠（大映）         |
|                        | 一                     | 川上哲治（巨人）       |
| 5                      | （遊）                 | 杉浦清（中日）         |
|                        | 左右                   | 大下弘（東急）         |
| 6                      | （中）                 | 坪内道則（中日）       |
| 7                      | （三）                 | 清原初男（東急）       |
|                        | 左                     | 平山菊二（巨人）       |
| 8                      | （捕）                 | 伊勢川真澄（大映）     |
|                        | 捕                     | 藤原鉄之助（巨人）     |
|                        | 打捕                   | 野口明（中日）         |
| 9                      | （投）                 | スタルヒン（大映）     |
|                        | 投                     | 中尾碩志（巨人）       |
|                        | 打三                   | 三村勲（大映）         |

- 投手
  - シールズ：メルトン（5回）- ○キャンディーニ（4回）
  - 全東軍：スタルヒン（4回）- ●中尾（4回）- 服部（1回）

#### 第3戦（1949年10月21日）
○シールズ 3－1 全西軍●（西宮球場）
|          | 1 | 2 | 3 | 4 | 5 | 6 | 7 | 8 | 9 | R | H | E |
| -------- | - | - | - | - | - | - | - | - | - | - | - | - |
| シールズ | 1 | 0 | 0 | 0 | 0 | 1 | 1 | 0 | 0 | 3 | 9 | 2 |
| 全西軍   | 0 | 0 | 0 | 0 | 1 | 0 | 0 | 0 | 0 | 1 | 8 | 1 |

1. （全西軍0勝1敗）
2. 勝利：ワール（1勝）
3. 敗戦：武末悉昌（1敗）
4. 審判
［球審］二出川延明
［塁審］横沢三郎（1B）・フィオレシ（2B）・島秀之助（3B）
［外審］杉村正一郎（LL）・金政卯一（RL）
5. 開始：14時00分　時間：2時間12分

- オーダー

| シールズ | シールズ | シールズ         |
| 打順     | 守備     | 選手             |
| -------- | -------- | ---------------- |
| 1        | （中）   | トービン         |
| 2        | （左）   | ホールダー       |
| 3        | （二）   | ロディジャーニ   |
| 4        | （右）   | スタインハウアー |
| 5        | （三）   | ショフナー       |
| 6        | （一）   | ウェストレイク   |
| 7        | （遊）   | ラジェスキー     |
| 8        | （捕）   | ブロッカー       |
| 9        | （投）   | ワール           |

| 全西軍（監督：浜崎真二） | 全西軍（監督：浜崎真二） | 全西軍（監督：浜崎真二） |
| 打順                     | 守備                     | 選手                     |
| ------------------------ | ------------------------ | ------------------------ |
| 1                        | （左）                   | 後藤次男（阪神）         |
| 2                        | （右）                   | 玉腰忠義（阪急）         |
| 3                        | （中）                   | 別当薫（阪神）           |
| 4                        | （三）                   | 藤村富美男（阪神）       |
| 5                        | （一）                   | 飯田徳治（南海）         |
| 6                        | （捕）                   | 土井垣武（阪神）         |
| 7                        | （二）                   | 本堂保次（阪神）         |
| 8                        | （遊）                   | 木塚忠助（南海）         |
|                          | 打                       | 古川清蔵（阪急）         |
| 9                        | （投）                   | 武末悉昌（南海）         |
|                          | 打                       | 中谷順次（阪急）         |
|                          | 投                       | 若林忠志（阪神）         |
|                          | 投                       | 天保義夫（阪急）         |
|                          | 打                       | 山本一人（南海）         |

- 投手
  - シールズ：○ワール（9回）
  - 全西軍：●武末（6回）- 若林（2回）- 天保（1回）

#### 第4戦（1949年10月23日）
○シールズ 2－1 全日本●（甲子園球場）
|          | 1 | 2 | 3 | 4 | 5 | 6 | 7 | 8 | 9 | R | H  | E |
| -------- | - | - | - | - | - | - | - | - | - | - | -- | - |
| シールズ | 0 | 0 | 0 | 0 | 0 | 1 | 0 | 0 | 1 | 2 | 10 | 0 |
| 全日本   | 0 | 0 | 1 | 0 | 0 | 0 | 0 | 0 | 0 | 1 | 5  | 0 |

1. （全日本0勝1敗）
2. 勝利：メルトン（1勝）
3. 敗戦：藤本英雄（1敗）
4. 審判
［球審］フィオレシ
［塁審］二出川延明（1B）・横沢三郎（2B）・西垣徳雄（3B）
［外審］金政卯一（LL）・長谷川信義（RL）
5. 開始：14時08分　時間：1時間55分

- オーダー

| シールズ | シールズ | シールズ         |
| 打順     | 守備     | 選手             |
| -------- | -------- | ---------------- |
| 1        | （中）   | トービン         |
| 2        | （左）   | ホールダー       |
| 3        | （二三） | ロディジャーニ   |
| 4        | （右）   | スタインハウアー |
|          | 打右     | チェソ           |
| 5        | （三）   | ショフナー       |
|          | 打二     | モーラン         |
| 6        | （一）   | ウェストレイク   |
| 7        | （捕）   | ジャービス       |
| 8        | （遊）   | ラジェスキー     |
| 9        | （投）   | キャンディーニ   |
|          | 打       | ブリスキー       |
|          | 投       | メルトン         |

| 全日本（監督：藤本定義） | 全日本（監督：藤本定義） | 全日本（監督：藤本定義） |
| 打順                     | 守備                     | 選手                     |
| ------------------------ | ------------------------ | ------------------------ |
| 1                        | （二）                   | 千葉茂（巨人）           |
| 2                        | （中）                   | 小鶴誠（大映）           |
| 3                        | （一）                   | 川上哲治（巨人）         |
|                          | 打                       | 山本一人（南海）         |
| 4                        | （右）                   | 別当薫（阪神）           |
|                          | 左                       | 金田正泰（阪神）         |
|                          | 打                       | 西沢道夫（中日）         |
| 5                        | （三）                   | 藤村富美男（阪神）       |
| 6                        | （左右）                 | 大下弘（東急）           |
|                          | 打                       | 平山菊二（巨人）         |
|                          | 右                       | 青田昇（巨人）           |
| 7                        | （捕）                   | 土井垣武（阪神）         |
| 8                        | （遊）                   | 白石敏男（巨人）         |
| 9                        | （投）                   | 藤本英雄（巨人）         |
|                          | 投                       | 中尾碩志（巨人）         |

- 投手
  - シールズ：キャンディーニ（5回）- ○メルトン（4回）
  - 全日本：●藤本（8回0/3）- 中尾（1回）

#### 第5戦（1949年10月27日）
○シールズ 13－4 全日本●（中日球場）
|          | 1 | 2 | 3 | 4 | 5 | 6 | 7 | 8 | 9 | R  | H  | E |
| -------- | - | - | - | - | - | - | - | - | - | -- | -- | - |
| シールズ | 0 | 0 | 0 | 1 | 0 | 4 | 2 | 0 | 6 | 13 | 11 | 0 |
| 全日本   | 0 | 0 | 2 | 0 | 2 | 0 | 0 | 0 | 0 | 4  | 9  | 1 |

1. （全日本0勝2敗）
2. 勝利：ワール（2勝）
3. 敗戦：別所毅彦（1敗）
4. 本塁打
シールズ：ホールダー1号（4回1点・別所）、チェソ1号（6回4点・別所）
5. 審判
［球審］西垣徳雄
［塁審］二出川延明（1B）・フィオレシ（2B）・島秀之助（3B）
［外審］筒井修（LL）・津田四郎（RL）
6. 開始：13時17分　入場者：40,000人　時間：2時間3分

- オーダー

| シールズ | シールズ | シールズ         |
| 打順     | 守備     | 選手             |
| -------- | -------- | ---------------- |
| 1        | （遊）   | トービン         |
| 2        | （中）   | ホールダー       |
| 3        | （二）   | ロディジャーニ   |
| 4        | （右）   | スタインハウアー |
| 5        | （三）   | ショフナー       |
| 6        | （一）   | ウエストレイク   |
| 7        | （捕）   | ジャービス       |
| 8        | （左）   | チェソ           |
| 9        | （投）   | ワール           |

| 全日本（監督：藤本定義） | 全日本（監督：藤本定義） | 全日本（監督：藤本定義） |
| 打順                     | 守備                     | 選手                     |
| ------------------------ | ------------------------ | ------------------------ |
| 1                        | （二）                   | 千葉茂（巨人）           |
| 2                        | （捕）                   | 土井垣武（阪神）         |
| 3                        | （三）                   | 藤村富美男（阪神）       |
| 4                        | （一）                   | 川上哲治（巨人）         |
|                          | 一                       | 西沢道夫（中日）         |
| 5                        | （右）                   | 別当薫（阪神）           |
| 6                        | （左）                   | 大下弘（東急）           |
|                          | 左                       | 平山菊二（巨人）         |
| 7                        | （中）                   | 青田昇（巨人）           |
|                          | 打                       | 飯田徳治（南海）         |
| 8                        | （遊）                   | 杉浦清（中日）           |
| 9                        | （投）                   | 別所毅彦（巨人）         |
|                          | 投                       | スタルヒン（大映）       |
|                          | 投                       | 天保義夫（阪急）         |

- 投手
  - シールズ：○ワール（9回）
  - 全日本：●別所（5回2/3）- スタルヒン（1回）- 天保（2回1/3）

#### 第6戦（1949年10月29日）
○シールズ 1－0 全日本●（神宮球場）
|          | 1 | 2 | 3 | 4 | 5 | 6 | 7 | 8 | 9 | R | H | E |
| -------- | - | - | - | - | - | - | - | - | - | - | - | - |
| シールズ | 0 | 0 | 0 | 0 | 0 | 0 | 0 | 0 | 1 | 1 | 2 | 0 |
| 全日本   | 0 | 0 | 0 | 0 | 0 | 0 | 0 | 0 | 0 | 0 | 3 | 2 |

1. （全日本0勝3敗）
2. 勝利：キャンディーニ（2勝）
3. 敗戦：武末悉昌（2敗）
4. 本塁打
シールズ：スタインハウアー1号（9回1点・武末）
5. 審判
［球審］フィオレシ
［塁審］横沢三郎（1B）・二出川延明（2B）・西垣徳雄（3B）
［外審］津田四郎（LL）・筒井修（RL）
6. 開始：14時00分　入場者：60,000人　時間：1時間50分

- オーダー

| シールズ | シールズ | シールズ         |
| 打順     | 守備     | 選手             |
| -------- | -------- | ---------------- |
| 1        | （中）   | ホールダー       |
| 2        | （二）   | ロディジャーニ   |
| 3        | （左）   | チェソ           |
| 4        | （右）   | スタインハウアー |
| 5        | （三）   | ショフナー       |
| 6        | （一）   | ウェストレイク   |
| 7        | （捕）   | オーティグ       |
| 8        | （遊）   | ラジェスキー     |
| 9        | （投）   | メルトン         |
|          | 打       | ジャービス       |
|          | 投       | キャンディーニ   |

| 全日本（監督：藤本定義） | 全日本（監督：藤本定義） | 全日本（監督：藤本定義） |
| 打順                     | 守備                     | 選手                     |
| ------------------------ | ------------------------ | ------------------------ |
| 1                        | （二）                   | 千葉茂（巨人）           |
| 2                        | （捕）                   | 土井垣武（阪神）         |
| 3                        | （三）                   | 藤村富美男（阪神）       |
| 4                        | （一）                   | 川上哲治（巨人）         |
| 5                        | （右）                   | 別当薫（阪神）           |
| 6                        | （左）                   | 青田昇（巨人）           |
|                          | 左                       | 金田正泰（阪神）         |
| 7                        | （中）                   | 小鶴誠（大映）           |
| 8                        | （遊）                   | 白石敏男（巨人）         |
|                          | 打                       | 大下弘（東急）           |
|                          | 遊                       | 杉浦清（中日）           |
| 9                        | （投）                   | スタルヒン（大映）       |
|                          | 投                       | 武末悉昌（南海）         |
|                          | 打                       | 山本一人（南海）         |
|                          | 走                       | 筒井敬三（南海）         |

- 投手
  - シールズ：メルトン（6回）- ○キャンディーニ（3回）
  - 全日本：スタルヒン（6回）- ●武末（3回）

#### 親善試合「オドールデー」（1949年10月30日）
○シールズ 4－2 全六大学選抜●（後楽園球場）
|              | 1 | 2 | 3 | 4 | 5 | 6 | 7 | 8 | 9 | 10 | 11 | 12 | 13 | R | H  | E |
| ------------ | - | - | - | - | - | - | - | - | - | -- | -- | -- | -- | - | -- | - |
| シールズ     | 2 | 0 | 0 | 0 | 0 | 0 | 0 | 0 | 0 | 0  | 0  | 0  | 2  | 4 | 14 | 0 |
| 全六大学選抜 | 0 | 0 | 2 | 0 | 0 | 0 | 0 | 0 | 0 | 0  | 0  | 0  | 0  | 2 | 6  | 2 |

1. （全六大学選抜0勝1敗）
2. 勝利：リーン
3. 敗戦：関根潤三
4. 審判
［球審］成田理助
［塁審］相田（1B）・フィオレシ（2B）・櫻井（3B）
［外審］斎藤（LL）・山脇（RL）
5. 開始：13時45分　入場者：45,000人　時間：2時間50分

- オーダー

| シールズ | シールズ | シールズ       |
| 打順     | 守備     | 選手           |
| -------- | -------- | -------------- |
| 1        | （中）   | ホールダー     |
| 2        | （一）   | ロディジャーニ |
| 3        | （左）   | チェソ         |
| 4        | （右）   | ジャービス     |
| 5        | （二）   | モーラン       |
| 6        | （捕）   | スプリンツ     |
|          | 捕       | オーティグ     |
| 7        | （遊）   | ラジェスキー   |
| 8        | （一）   | ウェストレイク |
| 9        | （投）   | オドール       |
|          | 投       | マクドナルド   |
|          | 投       | リーン         |

| 全六大学選抜（監督：藤田省三） | 全六大学選抜（監督：藤田省三） | 全六大学選抜（監督：藤田省三） |
| 打順                           | 守備                           | 選手                           |
| ------------------------------ | ------------------------------ | ------------------------------ |
| 1                              | （遊）                         | 蔭山和夫（早大）               |
| 2                              | （一）                         | 山村泰弘（慶大）               |
|                                | 打                             | 青池清（立大）                 |
| 3                              | （右）                         | 石井藤吉郎（早大）             |
|                                | 打                             | 加賀山朝雄（東大）             |
| 4                              | （左）                         | 岩中英和（慶大）               |
| 5                              | （中）                         | 徳丸幸助（慶大）               |
|                                | 中                             | 荒川宗一（早大）               |
|                                | 打                             | 高橋久雄（慶大）               |
|                                | 中                             | 山崎善平（明大）               |
| 6                              | （投）                         | 関根潤三（法大）               |
| 7                              | （捕）                         | 宮原実（早大）                 |
| 8                              | （二）                         | 山崎弘（立大）                 |
|                                | 一                             | 野村輝夫（明大）               |
|                                | 二                             | 佐藤十二（東大）               |
| 9                              | （三）                         | 吉岡宏（慶大）                 |
|                                | 三                             | 宝山省三（明大）               |

- 投手
  - シールズ：オドール（3回）- マクドナルド（7回）- ○リーン（3回）
  - 全六大学選抜：●関根（13回）
- 試合経過

最終戦は「オドールデー」と銘打ち、監督のオドールの発案で中学生と小学校5年生以上の、計4万人の少年少女を抽選で後楽園球場に無料招待した親善試合として行われた。
シールズは好調の1番トービン、4番スタインハウアー、5番ショフナーらの主力選手を先発から外し、監督で52歳のオドールとコーチで47歳のスプリンツがバッテリーを組んで先発出場。
1回表、シールズは四球を選んだ1番ホールダーが2番ロディジャーニの三塁ゴロで二塁へ進み、3番チェソのショートの頭を越えるヒットで先制。4番ジャービスが三遊間を抜くヒットで一死一、三塁。5番モーランのショートゴロ併殺崩れの間にチェソが還り、初回に2点を入れた。3回裏、六大学選抜はオドールを攻め、連続ヒットで出た宮原と山崎を9番・吉岡がバントで送って一死二、三塁。スプリンツのパスボールで1点を返し、さらに1番・蔭山のショートの頭を越えるタイムリーヒットで同点。試合は2-2の同点のまま延長戦へ。13回表、シールズは三塁手・宝山の失策で二塁まで行った先頭打者のチェソを4番ジャービスがバントで送り、5番モーランはピッチャーフライに倒れたが、途中出場の6番オーティグの右中間二塁打と7番ラジェスキーのレフト線への三塁打で2点を勝ち越し。関根は延長13回を投げ切ったが14安打を浴びて最後に力尽きた。六大学選抜は4回から登板したマクドナルドとリーンの継投の前に4回以降は山村、関根、蔭山によるシングルヒットのみの散発3安打に抑えこまれた。

### シールズ投手成績
（成績は日本プロ野球チームと対戦した6試合の結果）
| 背 番 号 | 選手名                                        | 年 齢 | 試 | 先 発 | 完 投 | 勝 | 敗 | 回 | 打 者 | 被 安 打 | 奪 三 振 | 四 死 球 | 失 点 | 生年   | 没年   | メジャーリーグ 在籍経験                                     |
| -------- | --------------------------------------------- | ----- | -- | ----- | ----- | -- | -- | -- | ----- | -------- | -------- | -------- | ----- | ------ | ------ | ----------------------------------------------------------- |
| #17      | ビル・ワール （Bill Werle）                   | 29歳  | 3  | 2     | 2     | 2  | 0  | 23 | 92    | 19       | 15       | 4        | 6     | 1920年 | 2010年 | Pirates（1949-1952） Cardinals（1952） Red Sox（1953-1954） |
| #27      | クリフ・メルトン （Cliff Melton）             | 37歳  | 3  | 2     | 0     | 1  | 0  | 15 | 53    | 5        | 1        | 0        | 0     | 1912年 | 1986年 | Giants（1937-1944）                                         |
| #25      | ミロ・キャンディーニ （Milo Candini）         | 32歳  | 3  | 1     | 0     | 2  | 0  | 12 | 39    | 4        | 19       | 1        | 1     | 1917年 | 1998年 | Senators（1943-1949） Phillies（1950-1951）                 |
| #22      | コン・デンプシー （Con Dempsey）              | 27歳  | 1  | 1     | 0     | 1  | 0  | 4  | 21    | 5        | 3        | 4        | 3     | 1922年 | 2006年 | Pirates（1951）                                             |
| #29      | アル・リーン （Al Lien）                      | 34歳  | -  | -     | -     | -  | -  | -  | -     | -        | -        | -        | -     | 1915年 | 1967年 |                                                             |
| #24      | ウィリアム・マクドナルド （William McDonald） |       | -  | -     | -     | -  | -  | -  | -     | -        | -        | -        | -     |        |        |                                                             |
| #26      | ディック・ドリリング （Dick Drilling）        | 20歳  | -  | -     | -     | -  | -  | -  | -     | -        | -        | -        | -     | 1929年 | 2004年 |                                                             |

### シールズ打撃成績
| 守備      | 背 番 号 | 選手名                                              | 年 齢 | 試 合 | 先 発 | 打 率 | 打 数 | 安 打 | 打 点 | 四 死 球 | 三 振 | 二 塁 打 | 三 塁 打 | 本 塁 打 | 盗 塁 | 失 策 | 生年   | 没年   | メジャーリーグ 在籍経験 |
| --------- | -------- | --------------------------------------------------- | ----- | ----- | ----- | ----- | ----- | ----- | ----- | -------- | ----- | -------- | -------- | -------- | ----- | ----- | ------ | ------ | --- |
| 捕手      | #6       | リロイ・ジャービス （Leroy Jarvis）                 | 23歳  | 4     | 3     | .308  | 13    | 4     | 3     | 2        | 1     | 2        | 0        | 0        | 1     | 0     | 1926年 | 1990年 | Dodgers（1944） Pirates（1946-1947）                                                                                              |
| 捕手      | #10      | ジェーン・ブロッカー （Gene Brocker）               | 28歳  | 2     | 2     | .250  | 8     | 2     | 0     | 0        | 1     | 1        | 0        | 0        | 0     | 0     | 1921年 | 2010年 | |
| 捕手      | #8       | レイ・オーティグ （Ray Orteig）                     | 29歳  | 2     | 1     | .250  | 4     | 1     | 0     | 1        | 0     | 0        | 0        | 0        | 0     | 0     | 1919年 | 1993年 | |
| 一塁      | #3       | ジム・ウェストレイク （Jim Westlake）               | 19歳  | 6     | 6     | .273  | 22    | 6     | 4     | 7        | 2     | 1        | 0        | 1        | 0     | 0     | 1930年 | 2003年 | Phillies（1955） |
| 二塁 三塁 | #14      | ダリオ・ロディジャーニ （Dario Lodigiani）          | 33歳  | 6     | 6     | .269  | 26    | 7     | 2     | 3        | 1     | 1        | 0        | 0        | 1     | 1     | 1916年 | 2008年 | Athletics（1938-1940） White Sox（1941-1946）                                                                                     |
| 二塁      | #23      | ジミー・モーラン （Jimmy Moran）                    | 25歳  | 2     | 0     | .000  | 1     | 0     | 0     | 0        | 1     | 0        | 0        | 0        | 0     | 0     | 1924年 |        | |
| 三塁      | #5       | フランク・ショフナー （Frank Shofner）              | 30歳  | 6     | 6     | .400  | 20    | 8     | 2     | 7        | 3     | 1        | 1        | 0        | 0     | 1     | 1919年 | 1998年 | Red Sox（1947） |
| 遊撃      | #16      | ディック・ラジェスキー （Dick Lajeskie）            | 23歳  | 4     | 4     | .500  | 12    | 6     | 2     | 3        | 2     | 0        | 1        | 0        | 0     | 3     | 1926年 | 1976年 | Giants（1946） |
| 遊撃      | #1       | ディック・ブリスキー （Dick Briskey）               | 22歳  | 2     | 1     | .167  | 6     | 1     | 1     | 1        | 0     | 0        | 1        | 0        | 0     | 1     | 1927年 |        | |
| 守備      | 背 番 号 | 選手名                                              | 年 齢 | 試 合 | 先 発 | 打 率 | 打 数 | 安 打 | 打 点 | 四 死 球 | 三 振 | 二 塁 打 | 三 塁 打 | 本 塁 打 | 盗 塁 | 失 策 | 生年   | 没年   | メジャーリーグ 在籍経験 |
| 左翼 中堅 | #2       | ブルックス・ホールダー （Brooks Holder）            | 34歳  | 6     | 6     | .375  | 24    | 9     | 4     | 6        | 1     | 0        | 0        | 1        | 1     | 0     | 1914年 | 1986年 | |
| 中堅 遊撃 | #20      | ジャッキー・トービン （Jackie Tobin）               | 28歳  | 5     | 5     | .364  | 22    | 8     | 2     | 5        | 1     | 1        | 0        | 0        | 0     | 0     | 1921年 | 1982年 | Red Sox（1945） |
| 右翼      | #4       | リチャード・スタインハウアー （Richard Steinhauer） | 22歳  | 6     | 6     | .280  | 25    | 7     | 4     | 2        | 4     | 1        | 0        | 1        | 1     | 0     | 1926年 |        | |
| 左翼 右翼 | #7       | レノ・チェソ （Reno Cheso / Oliver Cheso）          | 20歳  | 4     | 2     | .111  | 9     | 1     | 5     | 3        | 1     | 0        | 0        | 1        | 0     | 0     | 1929年 |        | |
| 投手      | #17      | ビル・ワール （Bill Werle）                         | 29歳  | 3     | 2     | .111  | 9     | 1     | 0     | 2        | 2     | 0        | 0        | 0        | 0     | 0     | 1920年 | 2010年 | 投手成績の項を参照 |
| 投手      | #27      | クリフ・メルトン （Cliff Melton）                   | 37歳  | 3     | 2     | .000  | 5     | 0     | 0     | 0        | 1     | 0        | 0        | 0        | 0     | 0     | 1912年 | 1986年 | 投手成績の項を参照 |
| 投手      | #25      | ミロ・キャンディーニ （Milo Candini）               | 32歳  | 3     | 1     | .250  | 4     | 1     | 0     | 0        | 0     | 0        | 0        | 0        | 0     | 0     | 1917年 | 1998年 | 投手成績の項を参照 |
| 投手      | #22      | コン・デンプシー （Con Dempsey）                    | 27歳  | 1     | 1     | .000  | 2     | 0     | 0     | 0        | 0     | 0        | 0        | 0        | 0     | 0     | 1922年 | 2006年 | 投手成績の項を参照 |
| 代打      | #11      | フランク・オドール （Frank O'Doul）                 | 52歳  | 1     | 0     | .000  | 1     | 0     | 0     | 0        | 0     | 0        | 0        | 0        | 0     | 0     | 1897年 | 1969年 | Yankees（1919-1922） Red Sox（1923） Giants（1928） Phillies（1929-1930） Robins（1931） Dodgers（1932-1933） Giants（1933-1934） |

### シールズ首脳陣
| 役職                  | 背番号 | 名前                                           |
| --------------------- | ------ | ---------------------------------------------- |
| 会長                  | -      | ポール・フェーガン（Paul Fagan）               |
| 監督                  | # 11   | フランク・オドール（Frank O'Doul）             |
| ヘッドコーチ          | # 12   | デル・ヤング（Del Young）                      |
| バッテリーコーチ      | # 9    | ジョー・スプリンツ（Joe Sprinz）               |
| マネージャー          | -      | チャーリー・グラハム Jr.（Charlie Graham Jr.） |
| トレーナー            | -      | レオ・ヒューズ（Leo Hughes）                   |
| チーフスカウト / 審判 | -      | アルフレッド・フィオレシ                       |

### オーダー（全11試合）
（　）のみは途中出場、色付きは在留アメリカ軍チームとの試合
| 背 番 号 | 野手名               | 第1戦 13 - 4 巨人 | 親善1 12 - 0 米空軍 | 第2戦 4 - 0 全東軍 | 親善2 9 - 2 米陸海 | 第3戦 3 - 1 全西軍 | 親善3 16 - 0 米陸海 | 第4戦 2 - 1 全日本 | 親善4 2 - 4x 米空軍 | 第5戦 13 - 4 全日本 | 第6戦 1 - 0 全日本 | 親善5 4 - 2 六大学 |
| -------- | -------------------- | ----------------- | ------------------- | ------------------ | ------------------ | ------------------ | ------------------- | ------------------ | ------------------- | ------------------- | ------------------ | ------------------ |
| #20      | トービン             | 1番（中）         | -                   | 1番（中）          | 1番（中）          | 1番（中）          | 1番（中）           | 1番（中）          | 1番（中）           | 1番（遊）           | -                  | -                  |
| #2       | ホールダー           | 2番（左）         | 1番（中）           | 2番（左）          | 2番（左）          | 2番（左）          | 2番（左）           | 2番（左）          | 2番（左）           | 2番（中）           | 1番（中）          | 1番（中）          |
| #14      | ロディジャーニ       | 6番（二）         | 2番（三）           | 3番（二）          | 3番（二）          | 3番（二）          | 3番（三）           | 3番（二・三）      | 3番（三）           | 3番（二）           | 2番（二）          | 2番（三）          |
| #4       | スタインハウアー     | 4番（右）         | 4番（左）           | 4番（右）          | 4番（右）          | 4番（右）          | -                   | 4番（右）          | -                   | 4番（右）           | 4番（右）          | -                  |
| #5       | ショフナー           | 5番（三）         | -                   | 5番（三）          | 5番（三）          | 5番（三）          | （中）              | 5番（三）          | -                   | 5番（三）           | 5番（三）          | -                  |
| #3       | ウェストレイク       | 7番（一）         | 8番（一）           | 6番（一）          | 6番（一）          | 6番（一）          | 8番（一）           | 6番（一）          | 7番（一）           | 6番（一）           | 6番（一）          | 8番（一）          |
| #16      | ラジェスキー         | -                 | （遊）              | 8番（遊）          | 7番（遊）          | 7番（遊）          | 7番（遊）           | 8番（遊）          | 6番（遊）           | -                   | 8番（遊）          | 7番（遊）          |
| #7       | チェソ               | -                 | 5番（右）           | （右）             | （左）             | -                  | 4番（右）           | （打右）           | 4番（右）           | 8番（左）           | 3番（左）          | 3番（左）          |
| #6       | ジャービス           | 8番（捕）         | （中）              | -                  | -                  | -                  | 5番（捕）           | 7番（捕）          | -                   | 7番（捕）           | （代打）           | 4番（右）          |
| #10      | ブロッカー           | -                 | （捕）              | 7番（捕）          | 8番（捕）          | 8番（捕）          | -                   | -                  | 8番（捕）           | -                   | -                  | -                  |
| #8       | オーティグ           | （代打）          | 6番（捕）           | -                  | -                  | -                  | -                   | -                  | （代打）            | -                   | 7番（捕）          | （捕）             |
| #23      | モーラン             | （二）            | 7番（二）           | -                  | （二）             | -                  | 6番（二）           | （打二）           | 5番（二）           | -                   | -                  | 5番（二）          |
| #1       | ブリスキー           | 3番（遊）         | 3番（遊）           | -                  | -                  | -                  | -                   | （代打）           | -                   | -                   | -                  | -                  |
| #9       | スプリンツ（コーチ） | -                 | -                   | -                  | -                  | -                  | -                   | -                  | -                   | -                   | -                  | 6番（捕）          |
| 背 番 号 | 投手名               | 第1戦 13 - 4 巨人 | 親善1 12 - 0 米空軍 | 第2戦 4 - 0 全東軍 | 親善2 9 - 2 米陸海 | 第3戦 3 - 1 全西軍 | 親善3 16 - 0 米陸海 | 第4戦 2 - 1 全日本 | 親善4 2 - 4x 米空軍 | 第5戦 13 - 4 全日本 | 第6戦 1 - 0 全日本 | 親善5 4 - 2 六大学 |
| #22      | デンプシー           | 9番（投）         | -                   | -                  | （投）             | -                  | -                   | -                  | 9番（投）           | -                   | -                  | -                  |
| #17      | ワール               | （投）            | -                   | -                  | -                  | 9番（投）          | -                   | -                  | -                   | 9番（投）           | -                  | -                  |
| #27      | メルトン             | -                 | -                   | 9番（投）          | -                  | -                  | -                   | （投）             | -                   | -                   | 9番（投）          | -                  |
| #25      | キャンディーニ       | -                 | -                   | （投）             | -                  | -                  | -                   | 9番（投）          | -                   | -                   | （投）             | -                  |
| #24      | マクドナルド         | -                 | （投）              | -                  | -                  | -                  | 9番（投）           | -                  | -                   | -                   | -                  | （投）             |
| #29      | リーン               | -                 | 9番（投）           | -                  | -                  | -                  | （投）              | -                  | （投）              | -                   | -                  | （投）             |
| #26      | ドリリング           | -                 | -                   | -                  | 9番（投）          | -                  | -                   | -                  | -                   | -                   | -                  | -                  |
| #11      | オドール（監督）     | （代打）          | -                   | -                  | -                  | -                  | -                   | -                  | -                   | -                   | -                  | 9番（投）          |

### 遠征時のエピソード
- 第2戦は来賓として皇太子、義宮が観戦している。
- 大相撲の横綱・前田山英五郎は当時大阪で開催されていた秋場所を負けが込んで病気休場、帰京療養中にこの親善試合を観戦、監督のオドールと握手している写真を新聞に掲載され「休場中の横綱が野球観戦とは何事か」と批判を浴び、これがもとで引退した。
- 日本で初めてコーラ（コカ・コーラ）とホットドッグを一般に発売したのがこの親善試合であった。
- シールズのユニフォームは左胸に小さく「SEALS」のロゴが入るタイプで、この後日本のプロ野球チーム（特に遠征直後、日本プロ野球が2リーグに分裂した際に新設された球団）はこぞってこのスタイルを取り入れている。
- 最終戦でシールズに完投負けした関根潤三は当時、法大の主将・エース・4番打者として東京六大学野球秋季リーグ戦で優勝争いをしている真っ最中であった。明大に連勝した場合は優勝決定戦に持ち込めるという状況で、法大は明大との1回戦に勝利したが2回戦は雨で中止。その翌日の10月30日がシールズ戦で、六大学の各チームは以前訪日した監督のオドールから技術指導を受けていた恩義もあってリーグ戦を中断、選抜チームを編成してこの日の「オドールデー」に臨んだ。関根は急遽組まれたこのシールズ戦で13イニングを完投してしまい、関根にこの試合での疲労が残ったせいか、法大は翌々日の11月1日に行われた明大との2回戦に破れて優勝を逃している（優勝は慶大）。